# Championnat d'Arabie saoudite de football 1998-1999
Navigation
Saison précédente Saison suivante
La saison 1998-1999 du Championnat d'Arabie saoudite de football est la vingt-troisième édition du championnat de première division en Arabie saoudite. La Premier League regroupe les douze meilleurs clubs du pays au sein d'une poule unique, où ils s'affrontent deux fois au cours de la saison, à domicile et à l'extérieur. À la fin de la compétition, les deux derniers du classement sont relégués et remplacés par les deux meilleurs clubs de deuxième division. En haut du classement, les quatre premiers se qualifient pour la phase finale pour le titre, disputée sous forme de coupe.
C'est le club d'Al Ittihad qui remporte le championnat en battant Al Ahli en finale, après avoir terminé premier ex aequo de la saison régulière. C'est le 3e titre de champion d'Arabie saoudite de l'histoire du club.

## Les clubs participants
| - Al Nasr Riyad - Al-Hilal FC - Al Ahli - Al Ittihad - Al Ta'ee Ha'il - Al Nejmeh | - Hajer Club - Promu de D2 - Al Shabab Riyad - Al Riyad SC - Al Wehda - Ettifaq FC - Al Ansar Médine - Promu de D2 |

## Compétition

### Première phase
Le barème utilisé pour établir le classement est le suivant :
- Victoire : 3 points
- Match nul : 1 point
- Défaite : 0 point

| Rang | Équipe               | Pts | J  | G  | N | P  | Bp | Bc | Diff |
| ---- | -------------------- | --- | -- | -- | - | -- | -- | -- | ---- |
| 1    | Al-Hilal FC (T) (C1) | 48  | 22 | 15 | 3 | 4  | 39 | 22 | +17  |
| 2    | Al Ittihad           | 48  | 22 | 15 | 6 | 1  | 45 | 32 | +13  |
| 3    | Al Ahli              | 38  | 22 | 10 | 8 | 4  | 38 | 22 | +16  |
| 4    | Al Shabab Riyad C    | 38  | 22 | 10 | 8 | 4  | 40 | 23 | +17  |
| 5    | Al Nasr Riyad        | 33  | 22 | 10 | 3 | 9  | 33 | 24 | +9   |
| 6    | Ettifaq FC           | 30  | 22 | 8  | 6 | 8  | 29 | 30 | -1   |
| 7    | Al Riyad SC          | 27  | 22 | 7  | 6 | 9  | 30 | 32 | -2   |
| 8    | Al Ta'ee Ha'il       | 25  | 22 | 7  | 4 | 11 | 24 | 40 | -16  |
| 9    | Al Nejmeh            | 23  | 22 | 6  | 5 | 11 | 26 | 33 | -7   |
| 10   | Al Wehda             | 21  | 22 | 6  | 3 | 13 | 32 | 46 | -14  |
| 11   | Al Ansar Médine P    | 21  | 22 | 5  | 6 | 11 | 20 | 34 | -14  |
| 12   | Hajer Club P         | 13  | 22 | 2  | 7 | 13 | 21 | 39 | -18  |

|  | Qualification pour la phase finale pour le titre |
|  | Qualification pour la Coupe des Coupes 2000-2001 |
|  | Participation au barrage de relégation |
|  | Relégation en deuxième division |
|  | T : Tenant du titre (C1) : Vainqueur de la Coupe d'Asie des clubs champions 1999-2000 C : Vainqueur de la Coupe d'Arabie saoudite P : Promu de deuxième division |

### Phase finale

#### Demi-finales
| Équipe 1        | Résultat | Équipe 2    | Aller | Retour |
| --------------- | -------- | ----------- | ----- | ------ |
| Al Ahli         | 3 - 2    | Al-Hilal FC | 0 - 1 | 3 - 1  |
| Al Shabab Riyad | 2 - 3    | Al Ittihad  | 2 - 2 | 0 - 1  |

#### Finale
| Équipe 1   | Résultat | Équipe 2 |
| ---------- | -------- | -------- |
| Al Ittihad | 1 - 0    | Al Ahli  |

### Barrage de relégation
Al Wehda et Al Ansar Médine ont terminé à égalité de points à la 10e place; les deux clubs disputent donc un barrage de relégation pour connaître le second club relégué en deuxième division.
| Équipe 1 | Résultat | Équipe 2        |
| -------- | -------- | --------------- |
| Al Wehda | 1 - 0    | Al Ansar Médine |

## Bilan de la saison
| Championnat d'Arabie saoudite de football 1998-1999 |                       |
| Champion                                            | Al Ittihad (3e titre) |
| Coupes et trophées                                  |                       |
| Vainqueur de la Coupe d'Arabie saoudite 1998-1999   | Al Shabab Riyad       |
| Qualifications continentales                        |                       |
| Coupe d'Asie des clubs champions 2000-2001          | Al-Hilal FC (tenant)  |
| Coupe d'Asie des clubs champions 2000-2001          | Al Ittihad            |
| Coupe des Coupes 2000-2001                          | Al Shabab Riyad       |
| Coupe des clubs champions du golfe Persique 2001    | Al Ittihad            |
| Promotions et relégations                           |                       |
| Promus en Premier League                            | Al Raed               |
| Promus en Premier League                            | Sadous Riyad          |
| Relégués en First Division                          | Al Ansar Médine       |
| Relégués en First Division                          | Hajer Club            |